# Tiên Tiên
Pour les articles homonymes, voir Tien.
Tiên Tiên, de son vrai nom Huỳnh Nữ Thủy Tiên, est une chanteuse vietnamienne, née le 23 janvier 1991 à Bảo Lộc. Elle a étudié à la Soul Music Academy d'Hô-Chi-Minh-Ville, sous la direction de Thanh Bùi. Ses chansons les plus connues sont My everything, Say you do et Vì tôi còn sống. Loin des canons esthétiques des popstars asiatiques, elle arbore un style garçon manqué.
En 2025, Tiên Tiên a rejoint l'émission télévisée 'Les jolies filles disent salut'.